# Hank Rosenstein
Henry Rosenstein, detto Hank (Brooklyn, 16 giugno 1920 – Boca Raton, 27 febbraio 2010), è stato un cestista e allenatore di pallacanestro statunitense, professionista nella BAA e nella ABL.

## Palmarès
- 2 volte campione ABL (1950, 1951)